# 송호초등학교 (전남)
송호초등학교는 대한민국 전라남도 해남군에 있는 공립 초등학교이다.

## 학교 연혁
- 1954. 04. 09 송지국민학교 송호분교장 개교
- 1963. 04. 06 송호국민학교로 승격
- 1985. 03. 20 병설유치원 개원
- 1993. 09. 01 통호분교장 본교로 귀속
- 1996. 03. 01 송호초등학교로 개칭
- 1998. 03. 01 통호분교장 통폐합
- 2014. 09. 01 제23대 문춘길 교장 부임
- 2015. 02. 13 제52회 졸업(총1,522명)
- 2015. 03. 01 ~ 2018. 12. 31  무지개학교 지정

## 참고 자료
- 송호초등학교 - 한국교육학술정보원 학교알리미